# 小喜村站
小喜村站是位于云南省昆明市官渡区小板桥镇小喜村的一座铁路车站。车站始建于1958年，有昆河铁路经过该站，车站中心里程K8+218，站内及其上下行区间均未电气化。车站隶属昆明铁路局，现已不办理正式客运货运业务，为四等站。在昆明米轨恢复规划中将恢复观光客运列车停靠。